# لكعيدة (سيدي حسين)
لكعيدة هي إحدى مشيخات المملكة المغربية، تتبع جغرافيا لإقليم خنيفرة وإداريًا لسيدي حسين. يقدر عدد سكانها بـ 3614 نسمة حسب الإحصاء الرسمي للسكان والسكنى لسنة 2004.